# جومبي يونايتد
جومبي يونايتد هو نادي كرة قدم في نيجيريا وهو نادي أساسي في نيجيريا. وهو من الفرق الرائدة في نيجيريا حيث شارك عدة مرة في دوري أبطال أفريقيا إضافة لتاريخه المميز في كرة القدم النيجيرية المحلية .